# 兵庫県道377号野村明石線
兵庫県道377号野村明石線（ひょうごけんどう377ごう のむらあかしせん）は、兵庫県加古川市から明石市に至る一般県道である。

## 概要
加古川市八幡町野村から明石市和坂稲荷町に至る。
神戸市内区間は概ね2車線に整備されているが、稲美町内のうち兵庫県道514号志染土山線 - 兵庫県道65号神戸加古川姫路線の区間は普通乗用車が辛うじて通行できるほどの幅しかない。

### 路線データ
- 起点：加古川市八幡町野村（野村交差点、兵庫県道84号宗佐土山線交点）
- 終点：明石市和坂稲荷町（和坂交差点、国道2号交点、国道175号・国道427号起点）
- 総延長：6.813 km

## 路線状況

### 重複区間
- 兵庫県道514号志染土山線（加古郡稲美町草谷・草谷交差点 - 加古郡稲美町草谷）
- 兵庫県道65号神戸加古川姫路線（加古郡稲美町野谷 - 神戸市西区神出町北）
- 兵庫県道378号六分一神出線（神戸市西区神出町宝勢）
- 国道175号・国道427号（神戸市西区玉津町出合 - 明石市和坂稲荷町・和坂交差点（終点））

### 道路施設

#### 橋梁
- 新神迎橋（草谷川、加古郡稲美町）
- 丸山橋（草谷川、加古郡稲美町）

## 地理

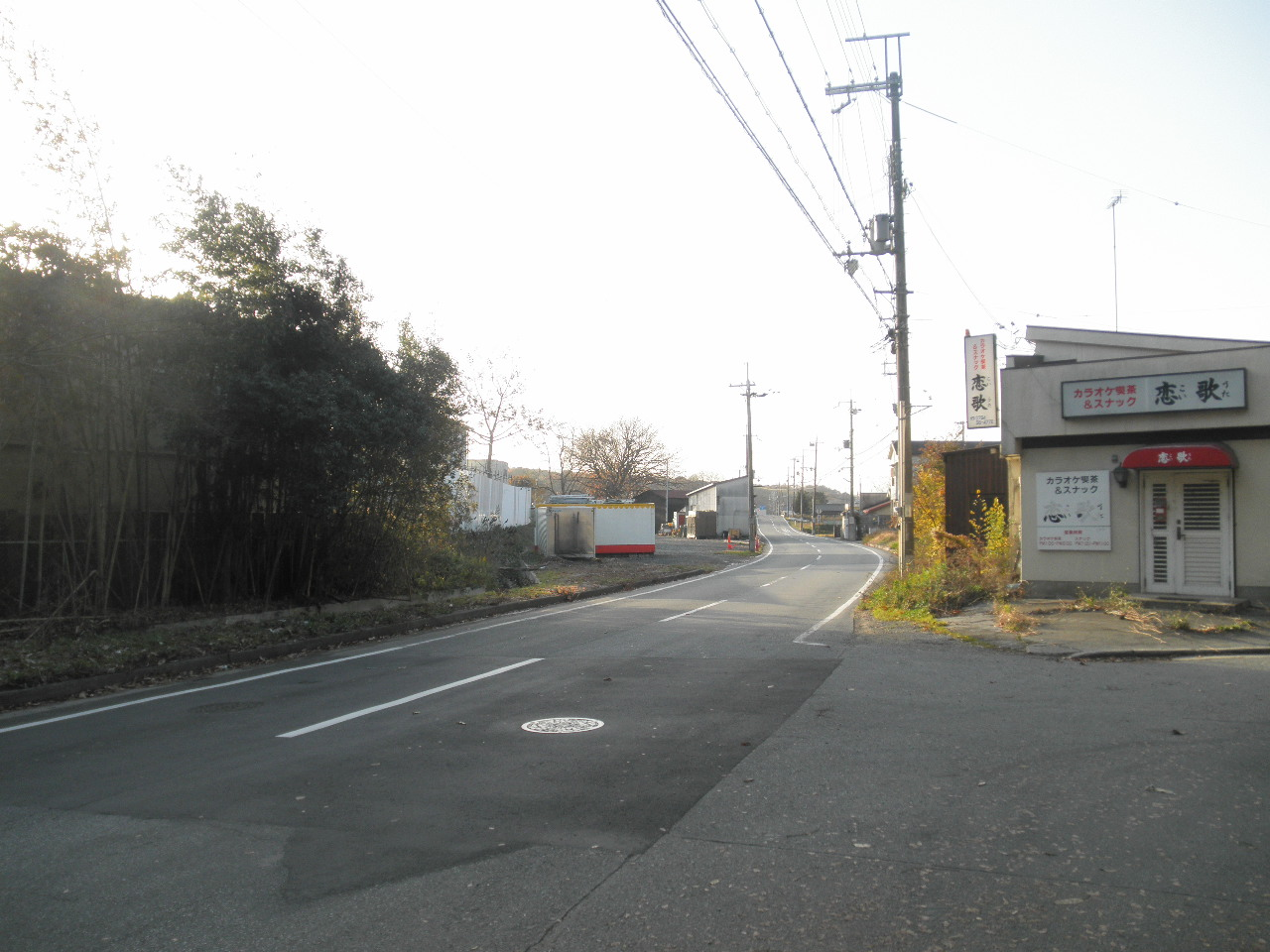
加古川市八幡町野村

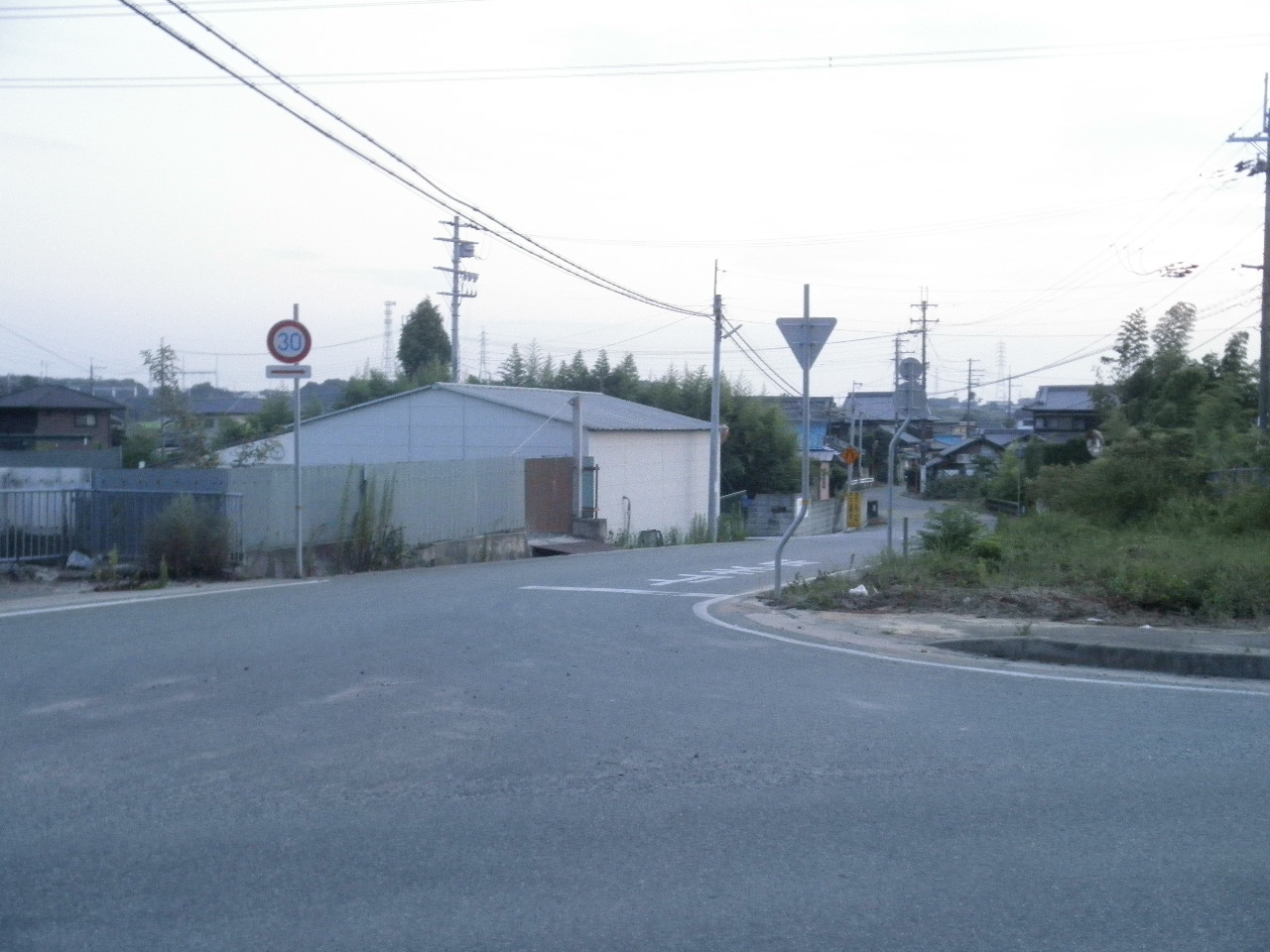
加古郡稲美町草谷

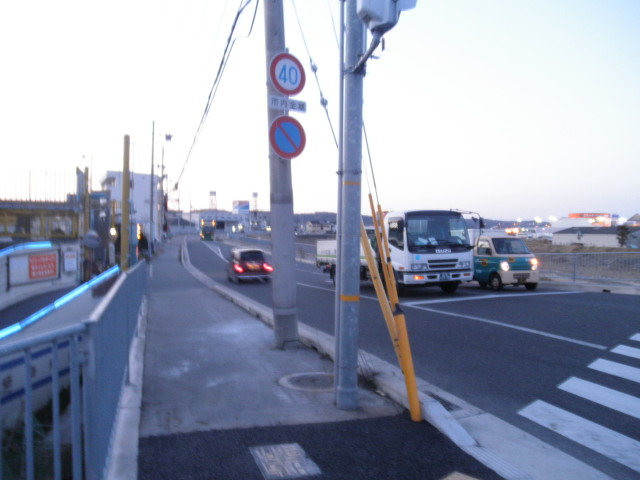
神戸市西区玉津町出合

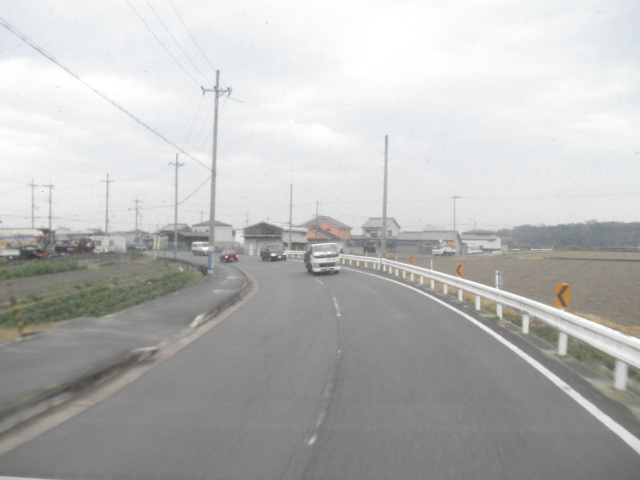
神戸市西区平野町中津

### 通過する自治体
- 加古川市
- 加古郡稲美町
- 神戸市（西区）
- 明石市

### 交差する道路
| 交差する道路                                                         | 市町村名 | 市町村名 | 交差する場所 | 交差する場所      |
| -------------------------------------------------------------------- | -------- | -------- | ------------ | ----------------- |
| 兵庫県道84号宗佐土山線                                               | 加古川市 | 加古川市 | 八幡町野村   | 野村交差点 / 起点 |
| 兵庫県道514号志染土山線 重複区間起点                                 | 加古郡   | 稲美町   | 草谷         | 草谷交差点        |
| 兵庫県道513号三木環状線 兵庫県道514号志染土山線 重複区間終点         | 加古郡   | 稲美町   | 草谷         |                   |
| 兵庫県道65号神戸加古川姫路線 重複区間起点                            | 加古郡   | 稲美町   | 野谷         |                   |
| 兵庫県道65号神戸加古川姫路線 重複区間終点                            | 神戸市   | 西区     | 神出町北     |                   |
| 兵庫県道378号六分一神出線 重複区間起点                               | 神戸市   | 西区     | 神出町宝勢   |                   |
| 兵庫県道378号六分一神出線 重複区間終点                               | 神戸市   | 西区     | 神出町宝勢   | 宝勢西交差点      |
| 国道175号 重複区間起点 国道427号 重複区間起点                        | 神戸市   | 西区     | 玉津町出合   | 玉津大橋交差点    |
| 兵庫県道21号神戸明石線                                               | 神戸市   | 西区     | 森友4丁目    | 森友交差点        |
| 国道2号 国道175号 重複区間終点 国道250号 重複 国道427号 重複区間終点 | 明石市   | 明石市   | 和坂稲荷町   | 和坂交差点 / 終点 |

### 交差する鉄道
- 山陽新幹線
- 山陽本線

### 沿線
- 明石川
- 神戸市立枝吉小学校